# Macaca tonkeana
Macaca tonkeana là một loài động vật có vú trong họ Cercopithecidae, bộ Linh trưởng. Loài này được Meyer mô tả năm 1899.
Đây là loài đặc hữu của trung bộ Sulawesi và quần đảo Togian gần đó ở Indonesia. Loài này bị đe dọa bởi mất môi trường sống. Khai rừng quá mức ở trung tâm Sulawesi và tỉnh Gorontalo gần đó được cho là làm trầm trọng thêm các vấn đề mất môi trường sống. 

## Hình ảnh

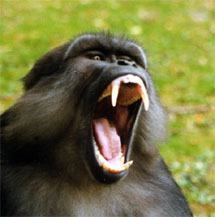
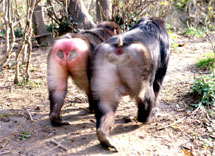
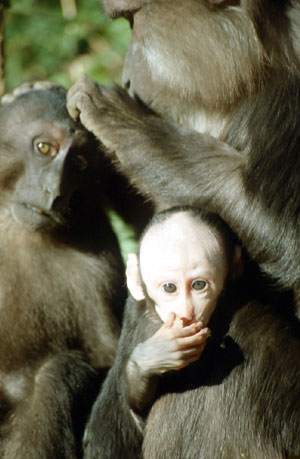
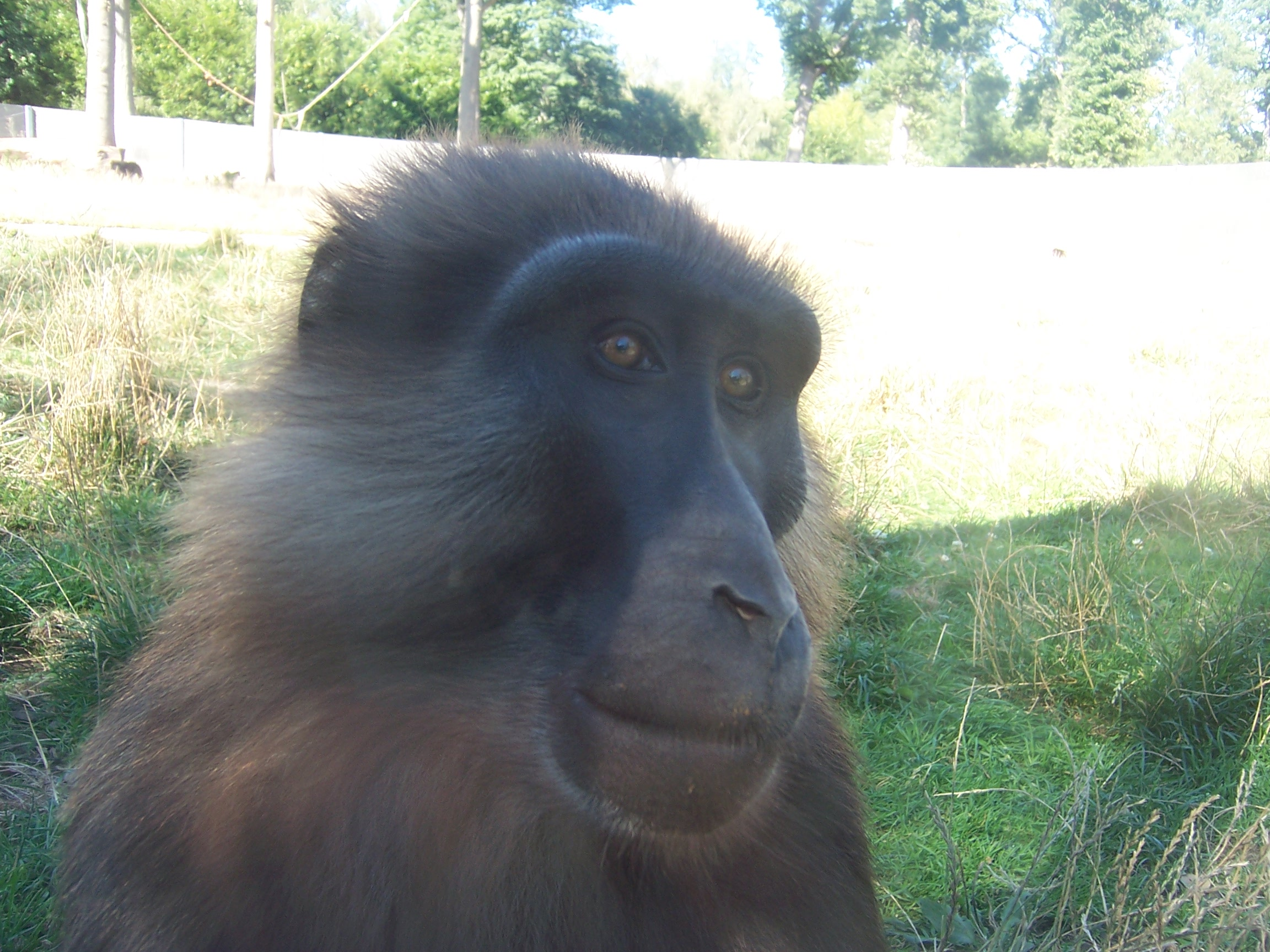